# 1488 Pułk Rakietowy
1488 Pułk Rakietowy (ros. 1488-й зенитный ракетный полк) – samodzielny oddział Sił Zbrojnych Federacji Rosyjskiej w składzie 54 Korpusu 6 Armii Zachodniego Okręgu Wojskowego.
Siedzibą sztabu i dowództwa pułku jest Zielenogorsk koło Sankt Petersburga.